# 柚本紗希
柚本 紗希（ゆずもと さき、1989年3月14日 - ）は、日本の元AV女優、アイドルタレント。スパーク所属。
身長:152cm 、スリーサイズ:B85・W57・H85。血液型:O型
趣味と特技は作詞。

## 略歴
- 2010年3月に『新人NO.1 STYLE 現役アーティスト×エスワン 柚本紗希』でAVデビュー。2011年以降は一般アイドルとして活動。2012年4月には同じ事務所に所属する市川ユイとVI-GIRL（ビガール）を結成している。

## 作品

### アダルトビデオ
2010年
- 新人NO.1 STYLE 現役アーティスト×エスワン 柚本紗希（3月19日、エスワン）
- 現役アーティスト・柚本紗希　ハメてっ女子高生（4月19日、エスワン）
- 現役アーティスト・柚本紗希　歌詞にはできないカワ淫語（5月7日、エスワン）
- 妹と毎日エッチ　柚本紗希（6月7日、エスワン）
- 紗希のお尻で遊ぼうよ!　柚本紗希（7月7日、エスワン）
- 溺愛カノジョ　紗希とボクの性日記　柚本紗希（8月7日、エスワン）
- 接吻まみれの6本番 3時間スペシャル　柚本紗希（9月7日、エスワン）
- 新人アイドルレイプ　柚本紗希（10月7日、エスワン）

## 出演

### テレビ
- 闇金ウシジマくん（毎日放送、2010年10月 - ）- 大原ガールズ役

### ピンク映画
- 囚われの淫獣（2011年、友松直之監督）

### Vシネマ
- かんなの水魚　（2011年、宇津木環菜（雪姫）役)
- かんなの水魚 2 (2011年、宇津木環菜（雪姫）役)

### インターネット
- エムPの勝手チャンネル（あっ!とおどろく放送局、2010年6月25日、2011年2月18日）
- 地球はともだち ～AKIBA（秋葉原）48時間生放送!!～（あっ!とおどろく放送局、2010年10月1日）
- SAKIのにゃん2パラダイス ～にゃんパラ～（あっ!とおどろく放送局、2010年10月8日 - ）
- あっ!と生忘年会2010（あっ!とおどろく放送局、2010年12月22日）
- 億万ぷらんなー!  （あっ!とおどろく放送局、2010年12月23日)
- 歌姫を探せ!? ～AKIBAからメジャー～（あっ!とおどろく放送局、2011年1月9日 - 2011年3月27日）
- 桐野澪の夜更かししよ♪時々ダンディー菊地（あっ!とおどろく放送局、2011年2月18日）
- あっ!とシークレットLIVE（あっ!とおどろく放送局、2011年2月26日、3月19日）
- あっ!とAKIBA NOW（あっ!とおどろく放送局、2011年3月1日 - 3月31日） 火・木・土曜担当
- 笑顔を求めて ～一人でも多くの応援メールを!!～（あっ!とおどろく放送局、2011年3月13日、3月15日、3月19日）
- あっ!とおどろくAKIBA NOW（あっ!とおどろく放送局、2011年4月5日 - ） 火・木曜担当